# Trichuris trichiura
Trichuris trichiura (també conegut com a tricocèfal) és una espècie paràsita de nematode de la família Trichuridae que produeix una malaltia coneguda com a tricuriasi que afecta a l'intestí gros humà.
El tricocèfal presenta una distribució a nivell mundial i es poden observar més comunament en el sud de Nord-amèrica i Centreamèrica.

## Cicle biològic
La femella de T. trichiura produeix entre 2.000 i 10.000 ous al dia. Aquests són alliberats amb les femtes humanes cap al sòl on, després de dues o tres setmanes, s'embrionen i esdevenen infectius.
Aquests ous infecciosos embrionats són ingerits i es desclouen a l'intestí prim humà, aprofitant la microbiota intestinal com a estímul per l'eclosió. Aquest és el lloc de creixement i muda. Les larves infeccives penetren a les vellositats i conteninuen desenvolupant-se a l'intestí prim. Els cucs joves es desplacen al cec i penetren a la mucosa, completant el desenvolupament cap a cucs adults a l'intestí gros.

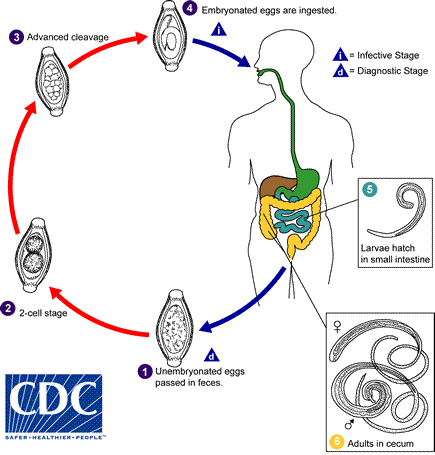
Cicle biològic de Trichuris trichiura

El cicle de vida des del moment de la ingestió dels ous fins al desenvolupament de cucs madurs dura uns tres mesos. Durant aquest temps hi ha limitats signes d'infecció a les femtes a causa de la manca de producció i eliminació d'ous. La femella T. trichiura comença a pondre ous després de tres mesos de maduresa. Els cucs viuen habitualment un any, durant el qual les femelles poden pondre fins a 20.000 ous al dia.

## Morfologia
Trichuris trichiura té un extrem esofàgic anterior estret i un extrem posterior més curt i gruixut. Són cucs de color blanc rosat que s'uneixen a l'hora pel seu extrem anterior i s'alimenten de secrecions de teixits enlloc de sang.

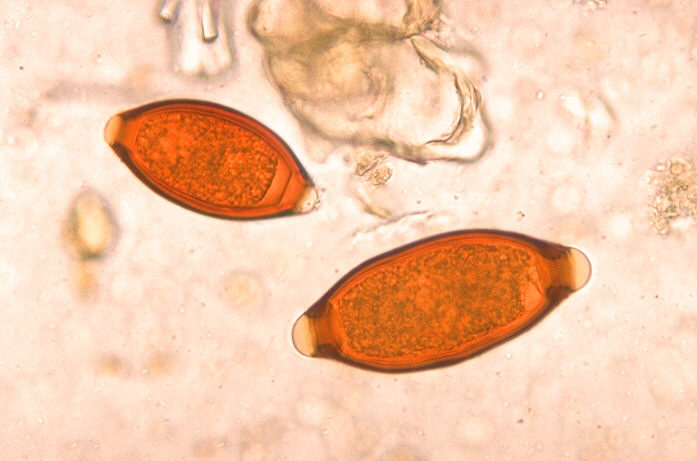
Ous de Trichuris trichiura

Les femelles són més grosses que els mascles; aproximadament 35-50 mm de llarg en comparació amb 30-45 mm. Les femelles tenen un extrem posterior rodó en comparació amb els seus homòlegs masculins que tenen un extrem posterior enrotllat.
Els seus ous característics tenen forma de barril marró, amb unes protuberàncies polars.

## Infecció
La tricuriasi es produeix per la ingestió dels ous de T. trichiura i és més freqüent en climes més càlids. Els ous del cuc s'alliberen per les femtes de les persones infectades, i si una persona infectada defeca a l'aire lliure o si s'usen els excrements no tractats com a fertilitzants, els ous es dipositen al sòl on poden madurar fins una fase infecciosa.
La ingestió d'aquests ous pot passar quan les mans o els dits contaminats es posen a la boca, o consumint verdures o fruites que no s'han cuinat, rentat o pelat amb cura. Els ous es desclouen a l'intestí prim, migren fins l'intestí gruixut i allà s'acaba de desenvolupar. En arribar a l'edat adulta, l'extrem més prim (anterior del cuc) s'enterra a l'intestí gros, i l'extrem més gruixut (posterior) es projecta a la llum intestinal, on s'aparella amb els cucs propers.
La mucosa intestinal s'inflama i queda edematosa. Càrregues molt altes d'aquest paràsit poden produir una forta anèmia, ja que arriben a alimentar-se de la sang. L'hemorràgia als llocs on els paràsits estan units també contribueix a l'anèmia en casos greus.
Quan el recte queda edematós, la pujada durant la defecació pot causar prolapse rectal. De vegades, alguns paràsits adults envaeixen l'apèndix i causen apendicitis. En certs casos es produeix diarrea secundària a invasió bacteriana quan hi ha molts tricocèfals.

## Tractament
Trichuris trichiura es pot tractar amb una sola dosi d'albendazol o mebendazol, a més de tractar a tota la família per prevenir el possible contagi. El medicament interfereix amb la ingesta de nutrients del paràsit, que finalment condueix a la mort.